# The Citadel
The Citadel är ett svenskt hårdrocksband med rötterna från Sundsvall och Ånge. Det bildades i slutet av 2002 av spillrorna av bandet Purgatory som bildades 1997. Musiken kan beskrivas som modern heavy metal med doom-influenser. 
Bandet släppte sin första EP The Creeper på Metal Fortress hösten 2006. På EPn medverkar trummisen Henka Johansson från Clawfinger och sångerskan Susie Päivärinta. 2007 släpptes debutalbumet Brothers of Grief på GMR Records.

## Medlemmar
Nuvarande medlemmar
- Jonas Radehorn – sång (2002– )
- Per Ryberg – gitarr (2012– )
- Danne Eriksson – keyboard
- Jörgen Andersson – basgitarr
- Olle Groth – trummor
- Kenneth Jonsson – sologitarr (2002–)
- Janne Näsström – gitarr

Tidigare medlemmar
- Nick Tubb – gitarr (2002–?)
- Rickard Persson – basgitarr (2002–?)
- Erik Ström – keyboard (2012–?)[3]
- Niklas Sundström – basgitarr (2002–?)
- Patrik Wernekrantz – trummor (2002–?)
- Erik Sjögren – keyboard
- Robin East - keyboard
- Freddy Hedefalk – trummor
- Andreas Carlström – gitarr (2002)

Gästmusiker
- Henka Johansson – trummor på The Creeper[4]
- Susie Päivärinta – sång på The Creeper

## Diskografi
Demo
- 2004 – The Citadel
- 2006 – Diary of Doom

Studioalbum
- 2007 – Brothers of Grief

EP
- 2006 – The Creeper
- 2011 – A Passage Through Eternity